# Aussichtsturm Dietzenbach

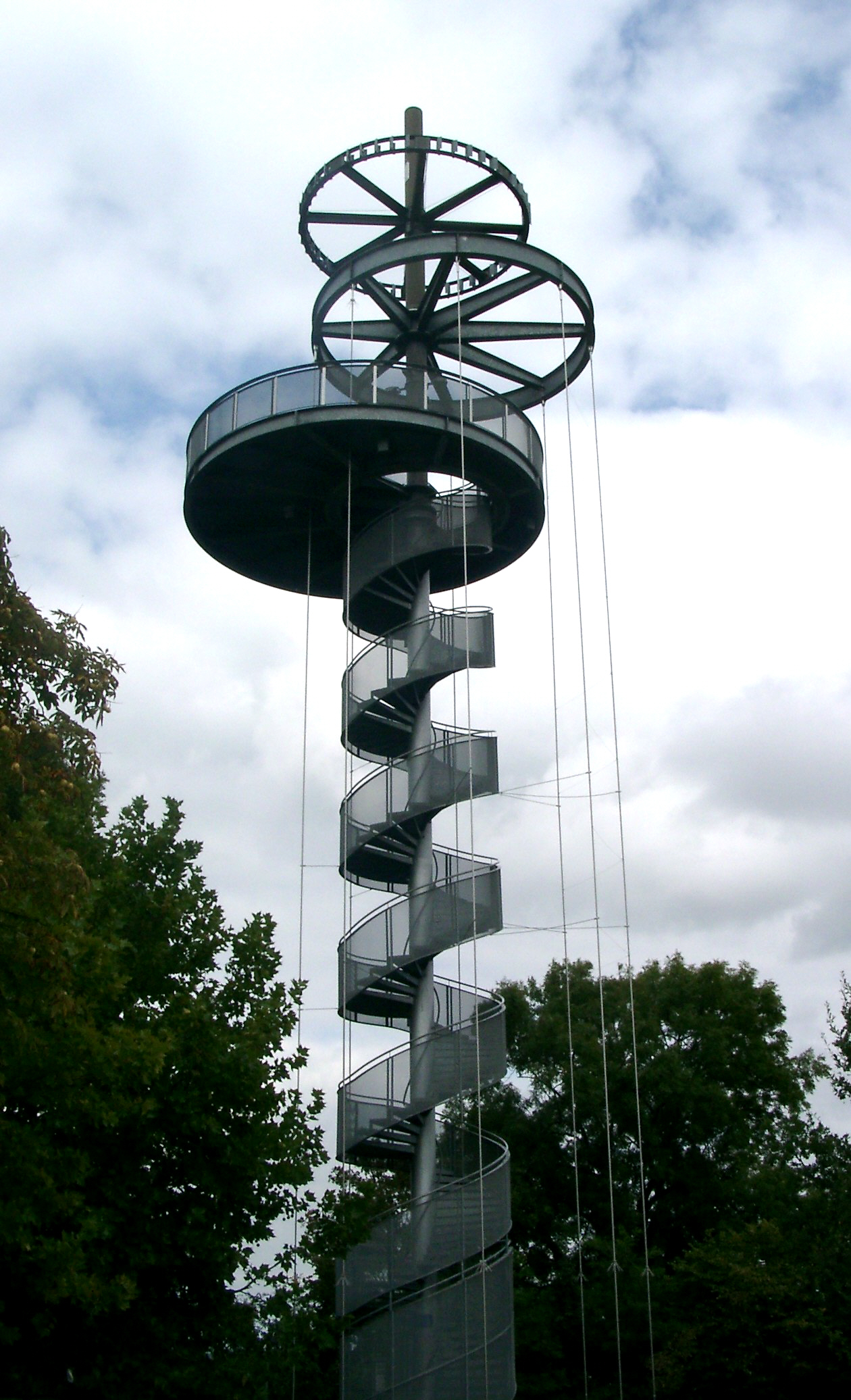
Der Aussichtsturm Dietzenbach

Der Aussichtsturm Dietzenbach ist ein Wahrzeichen der Stadt Dietzenbach in Hessen. Er befindet sich auf dem Wingertsberg (198 m).
Der Aussichtsturm Dietzenbach wurde vom Architekten Wolfgang Rang entworfen und 2001 errichtet. Er ist eine 33 Meter hohe Stahlrohrkonstruktion mit einer Aussichtsplattform in 21 Meter Höhe, zu der eine linksdrehende Spindeltreppe mit 119 Stufen führt. Die runde Plattform ist exzentrisch am Turmschaft angebracht und hat einen Durchmesser von 8,5 Metern. Über der Aussichtsplattform des Turms befinden sich zwei waagrecht angeordnete Speichenräder aus Metall. Das untere ist zur Plattform gegenseitig exzentrisch, das obere konzentrisch am Turmschaft angebracht. Letzteres ist außen mit Schaufeln versehen und kann sich bei Wind drehen, was dem Turm den Spitznamen Helikopterturm eingebracht hat. Die gesamte Konstruktion ist stabilisiert durch acht dicke Stahlseile, die vom unteren Speichenrad zum Boden verspannt sind, von denen vier durch den Boden der Aussichtsplattform führen und diese mit stabilisieren.
Von der Aussichtsplattform hat man einen guten Blick ins Umland. Bei gutem Wetter kann man das etwa 12 Kilometer entfernt liegende Frankfurt am Main und dahinter den Taunus erkennen.